# Пагода на Паджоу
Пагодата на Паджоу (на китайски: 琶洲塔), известна също като Пагода Уампоа или Pa Чоу пагода, е ранна китайска пагода на остров Паджоу в район Хайжу, гр. Гуанджоу, столицата на провинция Гуандун в Китай.

## История
Строителството на пагодата Уампоа започва през 1597 г. и е изцяло построена през 1600 г.  Пагодата се намира на хълм на южния бряг на Перлената река. Въпреки че е построена като будистка забележителност, тя е била и полезна навигационна точка за търговските кораби, пътуващи до Гуанджоу.  
Представлява осмоъгълна кула с 9 основни секции и 17 подсекции. Кулата се издига на около 59 m над земята и има диаметър в основата на 12,7 m. Общата ѝ площ в основата е 111 m².
Функционира по подобен начин на пагодата Чиганг. Построена е по правилата на фън шуй и позволява безопасното плаване на търговските кораби, пътуващи по Перлената река към Гуанджоу.
- Рисунка на пагодата и остров Чанджоу, 1858 г.
- Пагодата през 1880 г.
- Пагодата през 2010 г.